# 1748 en santé et médecine
| Années de la santé et de la médecine : 1745 - 1746 - 1747 - 1748 - 1749 - 1750 - 1751    |
| Décennies de la santé et de la médecine : 1710 - 1720 - 1730 - 1740 - 1750 - 1760 - 1770 |

Cet article présente les faits marquants de l'année 1748 en santé et médecine.

## Publications
- John Fothergill (1712-1780) : An account of the sore throat attended with ulcers : A disease which hath of late years appeared in this city, and in several parts of the nation, C. Davis, 1748, 72 p. (lire en ligne), premier ouvrage important sur la diphtérie.
- Jean Jallabert (1712-1768) publie Jean Jallabert, Expériences sur l'électricité, avec quelques conjectures sur la cause de ses effets, Genève, chez Barrillot et fils, 1748, 304 p., in-8° (lire en ligne). On y trouve le récit de la guérison d'une paralysie par l'électricité statique.
- Julien Offray de La Mettrie (1709-1751) fait imprimer L'Homme machine et, sous un nom d'emprunt, Ouvrage de Pénélope, ou Machiavel en médecine (deux volumes, avec suppléments en 1750).

## Naissances
- 17 mars : Louis Odier (mort en 1817), médecin, traducteur et éditeur suisse.
- 24 mars : Franz Xaver Swediauer (mort en 1824), médecin autrichien.
- 13 avril : Samuel Willard (en) (mort en 1801), fondateur du premier hôpital psychiatrique des États-Unis.
- 23 avril : Félix Vicq d'Azyr (mort en 1794), médecin, anatomiste et naturaliste français.
- 11 novembre : Guillaume Laënnec (mort en 1822), médecin français, oncle de René Laënnec (1881-1826).